# Liga Costarricense de Primera División
De Liga Costarricense de Primera División of kortweg Primera División is de nationale voetbalcompetitie van Costa Rica.
Jaarlijks strijden twaalf clubs om het landskampioenschap. De kampioen en de vicekampioen plaatsen zich voor de CONCACAF Champions Cup (internationaal clubtoernooi dat vergelijkbaar is met de UEFA Champions League) van het seizoen daarna.

## Clubs (Campeonato de Verano 2017)
- Deportivo Saprissa
- Club Sport Herediano
- AD San Carlos
- Asociación Deportiva Carmelita
- Universidad de Costa Rica
- Liga Deportiva Alajuelense
- Club Sport Cartaginés
- AD Municipal Perez Zeledón
- Belén FC
- Municipal Liberia
- Limón FC
- Santos de Guápiles

## Historisch overzicht
- Met tussen haakjes het aantal behaalde landstitels.

| seizoen                                | winnaar                                                                   | runner-up                                                                 | duels                                                                     | goals                                                                     | gem.                                                                      |
| Liga Costarricense de Primera División | Liga Costarricense de Primera División                                    | Liga Costarricense de Primera División                                    | Liga Costarricense de Primera División                                    | Liga Costarricense de Primera División                                    | Liga Costarricense de Primera División                                    |
| -------------------------------------- | ------------------------------------------------------------------------- | ------------------------------------------------------------------------- | ------------------------------------------------------------------------- | ------------------------------------------------------------------------- | ------------------------------------------------------------------------- |
| 1921                                   | CS Herediano (1)                                                          | Gimástica Española (1)                                                    |                                                                           |                                                                           |                                                                           |
| 1922                                   | CS Herediano (2)                                                          | CS La Libertad (1)                                                        |                                                                           |                                                                           |                                                                           |
| 1923                                   | CS Cartaginés (1)                                                         | CS La Libertad (2)                                                        |                                                                           |                                                                           |                                                                           |
| 1924                                   | CS Herediano (3)                                                          | CS Cartaginés (1)                                                         |                                                                           |                                                                           |                                                                           |
| 1925                                   | CS La Libertad (1)                                                        | CS Herediano (1)                                                          |                                                                           |                                                                           |                                                                           |
| 1926                                   | CS La Libertad (2)                                                        | CS Cartaginés (2)                                                         |                                                                           |                                                                           |                                                                           |
| 1927                                   | CS Herediano (4)                                                          | CS La Libertad (3)                                                        |                                                                           |                                                                           |                                                                           |
| 1928                                   | LD Alajuelense (1)                                                        | Gimástica Española (2)                                                    |                                                                           |                                                                           |                                                                           |
| 1929                                   | CS La Libertad (3)                                                        | LD Alajuelense (1)                                                        |                                                                           |                                                                           |                                                                           |
| 1930                                   | CS Herediano (5)                                                          | Gimástica Española (3)                                                    |                                                                           |                                                                           |                                                                           |
| 1931                                   | CS Herediano (6)                                                          | Orión FC (1)                                                              |                                                                           |                                                                           |                                                                           |
| 1932                                   | CS Herediano (7)                                                          | CS La Libertad (4)                                                        |                                                                           |                                                                           |                                                                           |
| 1933                                   | CS Herediano (8)                                                          | Gimástica Española (3)                                                    |                                                                           |                                                                           |                                                                           |
| 1934                                   | CS La Libertad (4)                                                        | Alajuela Junior (1)                                                       |                                                                           |                                                                           |                                                                           |
| 1935                                   | CS Herediano (9)                                                          | Alajuela Junior (2)                                                       |                                                                           |                                                                           |                                                                           |
| 1936                                   | CS Cartaginés (2)                                                         | CS La Libertad (5)                                                        |                                                                           |                                                                           |                                                                           |
| 1937                                   | CS Herediano (10)                                                         | Gimástica Española (4)                                                    |                                                                           |                                                                           |                                                                           |
| 1938                                   | Orión FC (1)                                                              | Gimástica Española (5)                                                    |                                                                           |                                                                           |                                                                           |
| 1939                                   | LD Alajuelense (2)                                                        | CS Herediano (2)                                                          |                                                                           |                                                                           |                                                                           |
| 1940                                   | CS Cartaginés (3)                                                         | Orión FC (2)                                                              |                                                                           |                                                                           |                                                                           |
| 1941                                   | LD Alajuelense (3)                                                        | CS La Libertad (6)                                                        |                                                                           |                                                                           |                                                                           |
| 1942                                   | CS La Libertad (5)                                                        | Gimástica Española (5)                                                    |                                                                           |                                                                           |                                                                           |
| 1943                                   | Universidad (1)                                                           | LD Alajuelense (2)                                                        |                                                                           |                                                                           |                                                                           |
| 1944                                   | Orión FC (2)                                                              | CS Herediano (3)                                                          |                                                                           |                                                                           |                                                                           |
| 1945                                   | LD Alajuelense (4)                                                        | Orión FC (3)                                                              |                                                                           |                                                                           |                                                                           |
| 1946                                   | CS La Libertad (6)                                                        | CS Herediano (4)                                                          |                                                                           |                                                                           |                                                                           |
| 1947                                   | CS Herediano (11)                                                         | CS La Libertad (7)                                                        |                                                                           |                                                                           |                                                                           |
| 1948                                   | CS Herediano (12)                                                         | LD Alajuelense (3)                                                        |                                                                           |                                                                           |                                                                           |
| 1949                                   | LD Alajuelense (5)                                                        | Orión FC (4)                                                              |                                                                           |                                                                           |                                                                           |
| 1950                                   | LD Alajuelense (6)                                                        | Deportivo Saprissa (1)                                                    |                                                                           |                                                                           |                                                                           |
| 1951                                   | CS Herediano (13)                                                         | Orión FC (5)                                                              |                                                                           |                                                                           |                                                                           |
| 1952                                   | Deportivo Saprissa (1)                                                    | LD Alajuelense (4)                                                        |                                                                           |                                                                           |                                                                           |
| 1953                                   | Deportivo Saprissa (2)                                                    | CS Herediano (5)                                                          |                                                                           |                                                                           |                                                                           |
| 1954                                   | Geen competitie                                                           | Geen competitie                                                           | Geen competitie                                                           | Geen competitie                                                           | Geen competitie                                                           |
| 1955                                   | CS Herediano (14)                                                         | Deportivo Saprissa (2)                                                    |                                                                           |                                                                           |                                                                           |
| 1956                                   | Geen competitie                                                           | Geen competitie                                                           | Geen competitie                                                           | Geen competitie                                                           | Geen competitie                                                           |
| 1957                                   | Deportivo Saprissa (3)                                                    | LD Alajuelense (5)                                                        |                                                                           |                                                                           |                                                                           |
| 1958                                   | LD Alajuelense (7)                                                        | Deportivo Saprissa (3)                                                    |                                                                           |                                                                           |                                                                           |
| 1959                                   | LD Alajuelense (8)                                                        | Deportivo Saprissa (4)                                                    |                                                                           |                                                                           |                                                                           |
| 1960                                   | LD Alajuelense (9)                                                        | CS Herediano (6)                                                          |                                                                           |                                                                           |                                                                           |
| 1961                                   | CS Herediano (15)                                                         | Deportivo Saprissa (5)                                                    |                                                                           |                                                                           |                                                                           |
| 1962                                   | Deportivo Saprissa (4)                                                    | LD Alajuelense (6)                                                        |                                                                           |                                                                           |                                                                           |
| 1963                                   | Club Sport Uruguay (1)                                                    | Deportivo Saprissa (6)                                                    |                                                                           |                                                                           |                                                                           |
| 1964                                   | Deportivo Saprissa (5)                                                    | Orión FC (6)                                                              |                                                                           |                                                                           |                                                                           |
| 1965                                   | Deportivo Saprissa (6)                                                    | LD Alajuelense (7)                                                        |                                                                           |                                                                           |                                                                           |
| 1966                                   | LD Alajuelense (10)                                                       | Deportivo Saprissa (7)                                                    |                                                                           |                                                                           |                                                                           |
| 1967                                   | Deportivo Saprissa (7)                                                    | LD Alajuelense (8)                                                        |                                                                           |                                                                           |                                                                           |
| 1968                                   | Deportivo Saprissa (8)                                                    | CS Cartaginés (3)                                                         |                                                                           |                                                                           |                                                                           |
| 1969                                   | Deportivo Saprissa (9)                                                    | LD Alajuelense (9)                                                        |                                                                           |                                                                           |                                                                           |
| 1970                                   | LD Alajuelense (11)                                                       | Deportivo Saprissa (8)                                                    |                                                                           |                                                                           |                                                                           |
| 1971                                   | LD Alajuelense (12)                                                       | Deportivo Saprissa (9)                                                    |                                                                           |                                                                           |                                                                           |
| 1972                                   | Deportivo Saprissa (10)                                                   | LD Alajuelense (10)                                                       |                                                                           |                                                                           |                                                                           |
| 1973                                   | Deportivo Saprissa (11)                                                   | CS Cartaginés (4)                                                         |                                                                           |                                                                           |                                                                           |
| 1974                                   | Deportivo Saprissa (12)                                                   | CS Herediano (7)                                                          |                                                                           |                                                                           |                                                                           |
| 1975                                   | Deportivo Saprissa (13)                                                   | CS Cartaginés (5)                                                         |                                                                           |                                                                           |                                                                           |
| 1976                                   | Deportivo Saprissa (14)                                                   | Deportivo México (1)                                                      |                                                                           |                                                                           |                                                                           |
| 1977                                   | Deportivo Saprissa (15)                                                   | CS Cartaginés (6)                                                         |                                                                           |                                                                           |                                                                           |
| 1978                                   | CS Herediano                                                              | Municipal Puntarenas (1)                                                  |                                                                           |                                                                           |                                                                           |
| 1979                                   | CS Herediano                                                              | CS Cartaginés (7)                                                         |                                                                           |                                                                           |                                                                           |
| 1980                                   | LD Alajuelense (13)                                                       | CS Herediano (8)                                                          |                                                                           |                                                                           |                                                                           |
| 1981                                   | CS Herediano                                                              | AD Limonense (1)                                                          |                                                                           |                                                                           |                                                                           |
| 1982                                   | Deportivo Saprissa (16)                                                   | Municipal Puntarenas (2)                                                  |                                                                           |                                                                           |                                                                           |
| 1983                                   | LD Alajuelense (14)                                                       | Municipal Puntarenas (3)                                                  |                                                                           |                                                                           |                                                                           |
| 1984                                   | LD Alajuelense (15)                                                       | Deportivo Saprissa (10)                                                   |                                                                           |                                                                           |                                                                           |
| 1985                                   | CS Herediano                                                              | LD Alajuelense (11)                                                       |                                                                           |                                                                           |                                                                           |
| 1986                                   | Municipal Puntarenas (1)                                                  | LD Alajuelense (12)                                                       |                                                                           |                                                                           |                                                                           |
| 1987                                   | CS Herediano                                                              | CS Cartaginés (8)                                                         |                                                                           |                                                                           |                                                                           |
| 1988                                   | Deportivo Saprissa (17)                                                   | CS Herediano (9)                                                          |                                                                           |                                                                           |                                                                           |
| 1989                                   | Deportivo Saprissa (18)                                                   | LD Alajuelense (13)                                                       |                                                                           |                                                                           |                                                                           |
| 1990                                   | Geen competitie vanwege deelname van Costa Rica aan het WK 1990 in Italië | Geen competitie vanwege deelname van Costa Rica aan het WK 1990 in Italië | Geen competitie vanwege deelname van Costa Rica aan het WK 1990 in Italië | Geen competitie vanwege deelname van Costa Rica aan het WK 1990 in Italië | Geen competitie vanwege deelname van Costa Rica aan het WK 1990 in Italië |
| 1990/91                                | LD Alajuelense (16)                                                       | Deportivo Saprissa (11)                                                   |                                                                           |                                                                           |                                                                           |
| 1991/92                                | LD Alajuelense (17)                                                       | Deportivo Saprissa (12)                                                   |                                                                           |                                                                           |                                                                           |
| 1992/93                                | CS Herediano                                                              | CS Cartaginés (9)                                                         |                                                                           |                                                                           |                                                                           |
| 1993/94                                | Deportivo Saprissa (19)                                                   | LD Alajuelense (14)                                                       |                                                                           |                                                                           |                                                                           |
| 1994/95                                | Deportivo Saprissa (20)                                                   | LD Alajuelense (15)                                                       |                                                                           |                                                                           |                                                                           |
| 1995/96                                | LD Alajuelense (18)                                                       | CS Cartaginés (10)                                                        |                                                                           |                                                                           |                                                                           |
| 1996/97                                | LD Alajuelense (19)                                                       | Deportivo Saprissa (13)                                                   |                                                                           |                                                                           |                                                                           |
| 1997/98                                | Deportivo Saprissa (21)                                                   | LD Alajuelense (16)                                                       |                                                                           |                                                                           |                                                                           |
| 1998/99                                | Deportivo Saprissa (22)                                                   | LD Alajuelense (17)                                                       |                                                                           |                                                                           |                                                                           |
| 1999/00                                | LD Alajuelense (20)                                                       | Deportivo Saprissa (14)                                                   |                                                                           |                                                                           |                                                                           |
| 2000/01                                | LD Alajuelense (21)                                                       | CS Herediano (10)                                                         |                                                                           |                                                                           |                                                                           |
| 2001/02                                | LD Alajuelense (22)                                                       | Santos de Guápiles (1)                                                    |                                                                           |                                                                           |                                                                           |
| 2002/03                                | LD Alajuelense (23)                                                       | Deportivo Saprissa (15)                                                   |                                                                           |                                                                           |                                                                           |
| 2003/04                                | Deportivo Saprissa (23)                                                   | CS Herediano (11)                                                         |                                                                           |                                                                           |                                                                           |
| 2004/05                                | LD Alajuelense (24)                                                       | Municipal Pérez Zeledón (1)                                               |                                                                           |                                                                           |                                                                           |
| 2005/06                                | Deportivo Saprissa (24)                                                   | Puntarenas FC (1)                                                         |                                                                           |                                                                           |                                                                           |
| 2006/07                                | Deportivo Saprissa (25)                                                   | LD Alajuelense (18)                                                       |                                                                           |                                                                           |                                                                           |
| 2007/08                                | Apertura: Deportivo Saprissa (26)                                         | CS Herediano (12)                                                         |                                                                           |                                                                           |                                                                           |
| 2007/08                                | Clausura: Deportivo Saprissa (27)                                         | LD Alajuelense (19)                                                       |                                                                           |                                                                           |                                                                           |
| 2008/09                                | Apertura: Deportivo Saprissa (28)                                         | LD Alajuelense (20)                                                       |                                                                           |                                                                           |                                                                           |
| 2008/09                                | Clausura: CF Liberia Mía (1)                                              | CS Herediano (15)                                                         |                                                                           |                                                                           |                                                                           |
| 2009/10                                | Apertura: Brujas FC (1)                                                   | Puntarenas FC (2)                                                         |                                                                           |                                                                           |                                                                           |
| 2009/10                                | Clausura: Deportivo Saprissa (29)                                         | AD San Carlos (1)                                                         |                                                                           |                                                                           |                                                                           |
| 2010/11                                | Apertura: LD Alajuelense (25)                                             | CS Herediano (16)                                                         |                                                                           |                                                                           |                                                                           |
| 2010/11                                | Clausura: LD Alajuelense (26)                                             | AD San Carlos (2)                                                         |                                                                           |                                                                           |                                                                           |
| 2011/12                                | Apertura: LD Alajuelense (27)                                             | CS Herediano (17)                                                         |                                                                           |                                                                           |                                                                           |
| 2011/12                                | Clausura: CS Herediano (22)                                               | Santos de Guápiles (2)                                                    |                                                                           |                                                                           |                                                                           |
| 2012/13                                | Apertura: LD Alajuelense (28)                                             | CS Herediano (18)                                                         |                                                                           |                                                                           |                                                                           |
| 2012/13                                | Clausura: CS Herediano (23)                                               | CS Cartaginés (10)                                                        |                                                                           |                                                                           |                                                                           |
| 2013/14                                | Apertura: LD Alajuelense (29)                                             | CS Herediano (19)                                                         |                                                                           |                                                                           |                                                                           |
| 2013/14                                | Clausura: Deportivo Saprissa (30)                                         | LD Alajuelense (21)                                                       |                                                                           |                                                                           |                                                                           |
| 2014/15                                | Apertura: Deportivo Saprissa (31)                                         | CS Herediano (19)                                                         |                                                                           |                                                                           |                                                                           |
| 2014/15                                | Clausura: CS Herediano (24)                                               | LD Alajuelense (22)                                                       |                                                                           |                                                                           |                                                                           |
| 2015/16                                | Apertura: Deportivo Saprissa (32)                                         | LD Alajuelense (23)                                                       |                                                                           |                                                                           |                                                                           |
| 2015/16                                | Clausura: CS Herediano (25)                                               | LD Alajuelense (24)                                                       |                                                                           |                                                                           |                                                                           |
| 2016/17                                | Apertura: Deportivo Saprissa (33)                                         | CS Herediano (20)                                                         |                                                                           |                                                                           |                                                                           |
| 2016/17                                | Clausura:                                                                 |                                                                           |                                                                           |                                                                           |                                                                           |